# Copa Centroamericana de 2011
A Copa Centroamericana 2011 foi a décima-primeira edição do torneio anteriormente conhecido Copa das Nações da UNCAF, que foi disputado na Cidade do Panamá, Panamá entre os dias 14 e 23 de janeiro.  O torneio serviu de classificação para a Copa Ouro da CONCACAF de 2011, sendo classificados os 5 melhores. Esta é a segunda vez que o Panamá sediou o torneio. O sorteio dos grupos ocorreu em 2 de setembro de 2010 na Cidade do Panamá.

## Nações participantes
Todos os sete membros da UNCAF participaram do torneio:
- Belize
- Costa Rica
- El Salvador
- Guatemala
- Honduras
- Nicarágua
- Panamá

## Sede
Todos os jogos foram disputados no Estádio Rommel Fernández na Cidade do Panamá.
| Cidade do Panamá | Cidade do Panamá         |
| ---------------- | ------------------------ |
| Cidade do Panamá | Estádio Rommel Fernández |
| Cidade do Panamá | Capacidade: 32 000       |
| Cidade do Panamá |                          |

## Fase de grupos

### Grupo A
| Seleção     | Pts | J | V | E | D | GP | GC | SG |
| ----------- | --- | - | - | - | - | -- | -- | -- |
| Panamá      | 9   | 3 | 3 | 0 | 0 | 6  | 0  | +6 |
| El Salvador | 6   | 3 | 2 | 0 | 1 | 7  | 4  | +3 |
| Nicarágua   | 1   | 3 | 0 | 1 | 2 | 1  | 5  | –4 |
| Belize      | 1   | 3 | 0 | 1 | 2 | 3  | 8  | –5 |

| 14 de janeiro | El Salvador              | 2 – 0     | Nicarágua | Estádio Rommel Fernández, Cidade do Panamá |
| 17:00 (UTC−5) | J. Alas 71' · Burgos 76' | Relatório |           | Público: 2 000 Árbitro: CRC Walter Quezada |

| 14 de janeiro | Panamá                  | 2 – 0     | Belize | Estádio Rommel Fernández, Cidade do Panamá  |
| 21:00 (UTC−5) | Aguilar 22' · Brown 28' | Relatório |        | Público: 10 000 Árbitro: HON Benigno Pineda |

| 16 de janeiro | Belize                             | 2 – 5     | El Salvador                                              | Estádio Rommel Fernández, Cidade do Panamá |
| 15:00 (UTC−5) | Smith 45+1' (pen) · O. Jiménez 76' | Relatório | Romero 15' · Burgos 24', 46' · J. Alas 54' · Umanzor 59' | Público: 1 500 Árbitro: CRC Ricardo Cerdas |

| 16 de janeiro | Panamá                    | 2 – 0     | Nicarágua | Estádio Rommel Fernández, Cidade do Panamá |
| 19:00 (UTC−5) | Cooper 17' · Rentería 80' | Relatório |           | Público: 7 747 Árbitro: GUA Walter López   |

| 18 de janeiro | Nicarágua          | 1 – 1     | Belize         | Estádio Rommel Fernández, Cidade do Panamá |
| 17:00 (UTC−5) | Espinoza 10' (pen) | Relatório | D. Jiménez 81' | Público: 10 000 Árbitro: CUB Marco Brea    |

| 18 de janeiro | Panamá                   | 2 – 0     | El Salvador | Estádio Rommel Fernández, Cidade do Panamá  |
| 21:00 (UTC−5) | Aguilar 25' · Cooper 79' | Relatório |             | Público: 10 000 Árbitro: MEX Roberto García |

### Grupo B
| Seleção    | Pts | J | V | E | D | GP | GC | SG |
| ---------- | --- | - | - | - | - | -- | -- | -- |
| Honduras   | 4   | 2 | 1 | 1 | 0 | 4  | 2  | +2 |
| Costa Rica | 4   | 2 | 1 | 1 | 0 | 3  | 1  | +2 |
| Guatemala  | 0   | 2 | 0 | 0 | 2 | 1  | 5  | –4 |

| 14 de janeiro | Costa Rica   | 1 – 1     | Honduras     | Estádio Rommel Fernández, Cidade do Panamá |
| 19:00 (UTC−5) | V. Núñez 42' | Relatório | R. Núñez 90' | Público: 6 000 Árbitro: MEX Roberto García |

| 16 de janeiro | Guatemala | 0 – 2     | Costa Rica     | Estádio Rommel Fernández, Cidade do Panamá |
| 17:00 (UTC−5) |           | Relatório | Ureña 48', 82' | Público: 1 500 Árbitro: PAN Roberto Moreno |

| 18 de janeiro | Honduras                       | 3 – 1     | Guatemala   | Estádio Rommel Fernández, Cidade do Panamá |
| 19:00 (UTC−5) | R. Núñez 13' · Claros 42', 89' | Relatório | Ramírez 24' | Público: 10 000 Árbitro: SLV Joel Aguilar  |

## Fase final

### Decisão do quinto lugar
| 21 de janeiro | Nicarágua     | 1 – 2     | Guatemala                | Estádio Rommel Fernández, Cidade do Panamá |
| 16:00 (UTC−5) | Rodríguez 23' | Relatório | G. Ruiz 45+1' · León 66' | Público: 5 000 Árbitro: MEX Roberto García |

### Semifinais
| 21 de janeiro | Honduras                   | 2 – 0     | El Salvador | Estádio Rommel Fernández, Cidade do Panamá |
| 18:30 (UTC−5) | Leverón 77' · Chávez 90+3' | Relatório |             | Público: 5 000 Árbitro: CRC Walter Quesada |

| 21 de janeiro | Panamá    | 1 – 1     | Costa Rica | Estádio Rommel Fernández, Cidade do Panamá |
| 21:00 (UTC−5) | Pérez 75' | Relatório | Borges 67' | Público: 10 000 Árbitro: SLV Jose Aguillar |

|                             |       | Penalidades                           |  |
| Pérez G. Torres Gómez Baloy | 2 – 4 | Borges V. Núñez Ureña Marshall Miller |  |

### Decisão do terceiro lugar
| 23 de janeiro | El Salvador | 0 - 0     | Panamá | Estádio Rommel Fernández, Cidade do Panamá |
| 15:30 (UTC−5) |             | Relatório |        | Público: 2 000 Árbitro: HON Benigno Pineda |

|                                         |       | Penalidades                         |  |
| Alvarez J. Alas Blanco Portillo D. Alas | 4 – 5 | Brown Torres Bonaga Davis Henríquez |  |

### Final
| 23 de janeiro | Honduras                         | 2 – 1     | Costa Rica | Estádio Rommel Fernández, Cidade do Panamá |
| 18:00 (UTC−5) | W. Martínez 8' · E. Martínez 53' | Relatório | Ureña 73'  | Público: 2 000 Árbitro: GUA Walter López   |

## Premiação
| Copa Centroamericana de 2011 |
| Honduras                     |
| ---------------------------- |
| HONDURAS Campeã (3º título)  |

## Artilharia
3 gols (2)
- SLV Rafael Burgos
- CRC Marcos Ureña

2 gols (5)
| - HON Jorge Claros - HON Ramón Núñez | - PAN Armando Cooper - PAN Edwin Aguilar | - SLV Jaime Alas |

1 gol (19)
| - HON Emil Martínez - HON Walter Martínez - HON Johnny Leverón - HON Marvin Chavéz - CRC Victor Núñez - CRC Celso Borges | - PAN Luís Rentería - PAN Roberto Brown - PAN Blas Pérez - GUA Guillermo Ramírez - GUA Manuel León - GUA Gregory Ruiz | - SLV Deris Umanzor - SLV Osael Romero - NCA Denis Espinoza - NCA Félix Rodríguez - BLZ Elroy Smith - BLZ Daniel Jiménez - BLZ Orlando Jiménez |

## Ligações Externas
- (em castelhano)2011 Copa Centroamericana